# Hof Rhoda
Hof Rhoda ist ein Weiler in der Gemarkung der Stadt Hatzfeld (Eder) im nordhessischen Landkreis Waldeck-Frankenberg.

## Geographie
Der Hof Rhoda liegt im Talgrund des Rödcher Bachs, westlich des Weilers Lindenhof, im äußersten Südwesten des Landkreises Waldeck-Frankenberg an der Grenze zu den Landkreisen Marburg-Biedenkopf und Siegen-Wittgenstein.

## Geschichte
1466 wird der Ort erstmals als Roitchen erwähnt. In der Folge wechselte der Ortsname über Rhode (1590), Rödtgen (1625 und um 1750), Rödchen (1854) und Roda zum heutigen Rhoda. Ursprünglich und noch bis mindestens 1750 war Rhoda ein Hof der Herren von Hatzfeld. 1874 entstand außerhalb der Gehöftgruppe ein Forsthaus, das heute Kulturdenkmal ist. 1895 wohnten 38 Menschen, verteilt auf 5 Wohnhäuser in Hof Rhoda.